# Estrées-Deniécourt
Estrées-Deniécourt är en kommun i departementet Somme i regionen Hauts-de-France i norra Frankrike. Kommunen ligger i kantonen Chaulnes som tillhör arrondissementet Péronne. År 2022 hade Estrées-Deniécourt 373 invånare.

## Befolkningsutveckling
Antalet invånare i kommunen Estrées-Deniécourt
| Referens: INSEE |